# Фальбюгден
Фальбюгден (швед. Falbygden) — историко-культурный район в Швеции.

## География
Регион Фальбюгден расположен между озёрами Венерн и Веттерн в западной части Швеции вокруг центрального плоскогорья провинции Вестергётланд. Территория Фальбюгдена занимает треугольник размером в 50х50х30 км и большей частью находится в коммуне Фальчёпинг, а также захватывает части коммун Скара, Шёвде и Тидахольм.

## Археология
В Фальбюгдене учёными были сделаны многочисленные находки человеческих поселений и захоронений, относящихся к эпохе каменного века, и выдвинувших этот шведский регион в ранг одной из важнейших культурных областей Европы эпохи неолита. Здесь были открыты около 270 коридорных гробниц, созданных около 3000 года до н. э. — что составляет 3/4 от общего количества такого рода памятников на территории Швеции, а также каменные захоронения-саркофаги, могильные курганы и т. д. Обнаруженные при раскопках экспонаты указывают не только на достаточно раннее заселение человеком этой территории, но и на наличие здесь в те времена сформировавшегося сельскохозяйственного общества, непрерывно сохранявшегося и развивавшегося в Фальбюгдене более 5000 лет вплоть до наших дней.

## Галерея
- Коридорная гробница в Луттра
- Неолитические сооружения
- Каменный топор эпохи неолита
- Фибула времён Великого переселения народов
- Реконструкция построек времён бронзового века